# Peoples Global Action
Peoples Global Action (PGA) ist ein globalisierungskritisches Netzwerk.
PGA versteht sich nicht als Organisation, sondern als Plattform verschiedener Bewegungen, Strömungen und Gruppen, die – dem zapatistischen Verständnis von Politik und der Solidarität entsprechend – durch die Koordinierung eine gegenseitige Stärkung der jeweiligen lokalen und regionalen Auseinandersetzungen zu erfahren versuchen. In ihrer Ablehnung von institutionalisierten Organisationsstrukturen, Lobbying und Stellvertreterpolitik trafen die zapatistischen Vorstellungen, Gruppen im globalen Norden und globalen Süden, die ebenfalls eine Besinnung auf Prinzipien der emanzipatorischen Selbstorganisation und der direkten (eingreifenden) Aktion folgen. Auch lehnen sie den bürgerlichen Politikbegriff, der sich an Ideologien, Medien und Staaten ausrichtet ab. Stattdessen fordern viele Gruppen, die Menschen sollten sich selbstorganisiert und transparent in kommunalistischen Strukturen organisieren.

## Entstehung
Die Gründung des Netzwerks „Peoples Global Action“ wurde stark von den Ideen und der Initiative der Zapatistas beeinflusst. 1997 riefen diese auf ein „kollektives Netzwerk all unserer Kämpfe“ zu schaffen. Am, ebenfalls von den Zapatistas einberufenen, zweiten „Internationalen Treffen gegen den Neoliberalismus und für eine menschliche Gesellschaft“ in Spanien wurden erste Kontakte geknüpft und im Februar 1998 wurde das Netzwerk in Genf gegründet.

## Struktur
PGA sieht sich explizit nicht als Organisation, sondern als Instrument der Koordination, sie hat keine festen Strukturen und keinen rechtlich-legalen Status. In ihren Organisationsprinzipien ist festgelegt, dass niemand das Recht hat, im Namen der PGA zu sprechen und dass es keine Mitgliedschaften gibt. Organisiert ist das Netzwerk via Internet und regelmäßige regionale und globale Konferenzen. Sämtliche Rollen, wie die Organisation von Konferenzen oder die lokale Vertretung der PGA, werden jährlich im Rotationsprinzip an beteiligte Gruppen oder Zusammenhänge weitergegeben.

## Positionen
Die politischen Positionen der PGA sind kurz in den „Hallmarks“ (Eckpunkten) zusammengefasst:
1. Eine Ablehnung von Kapitalismus, Imperialismus und Feudalismus, sowie aller Handelsabkommen, Institutionen und Regierungen, die zerstörerische Globalisierung vorantreiben.
2. Eine Ablehnung aller Formen und Systemen von Herrschaft und Diskriminierung, einschließlich (aber nicht ausschließlich) Patriarchat, Rassismus und religiösen Fundamentalismus aller Art. Wir erkennen die vollständige Würde aller Menschen an.
3. Eine konfrontative Haltung, da wir nicht glauben, dass Lobbyarbeit einen nennenswerten Einfluss haben kann auf undemokratische Organisationen, die maßgeblich vom transnationalen Kapital beeinflusst sind;
4. Ein Aufruf zu direkter Aktion und zivilem Ungehorsam, Unterstützung für die Kämpfe sozialer Bewegungen, die Respekt für das Leben und die Rechte der unterdrückten Menschen maximieren, wie auch den Aufbau von lokalen Alternativen zum Kapitalismus.
5. Eine Organisationsphilosophie, die auf Dezentralisierung und Autonomie aufgebaut ist. Die PGA stellt ein Koordinationswerkzeug dar, keine Organisation. Sie hat keine Mitglieder und ist nicht juristisch repräsentiert. Keine Organisation oder Person kann die PGA repräsentieren.

Ein zehnseitiges Manifest ergänzt und analysiert eine große Bandweite von Problemfeldern aus allen Bereichen der Gesellschaft. Dabei stützt sich die Analyse auf den Ansatz der Triple Oppression (deutsch: „dreifache Unterdrückung“), die gesellschaftlichen Probleme auf die drei Grundprobleme Kapitalismus, Rassismus und Sexismus zurückführt.
Über dem Manifest der PGA steht folgendes Zitat: „Wenn du nur kommst um mir zu helfen, dann kannst du wieder nach Hause gehen. Wenn du aber meinen Kampf als Teil deines Überlebenskampfes betrachtest, dann können wir vielleicht zusammenarbeiten.“

## Aktionsformen
In einer ersten Version der Hallmarks war auch ein Bekenntnis zur Gewaltfreiheit enthalten, dies wurde an der Konferenz in Cochabamba entfernt, da einzelne Gruppen einen bedingungslosen Pazifismus ablehnten. Ersatzweise wurde die Formulierung „Respekt für das Leben“ aufgenommen. Die PGA organisiert natürlich keine politischen Aktionen, sondern bietet mit ihrem Netzwerk eine Plattform für Mobilisierung, Koordination und Wissensaustausch. So werden zum Beispiel über dieses Netzwerk globale Aktionstage zu bestimmten Themen beschlossen und koordiniert oder Kontakte für Solidaritätsaktionen geschaffen.
In der Ablehnung fertiger Konzepte und in der Überzeugung, dass emanzipative Politik nicht in Institutionen, Regierungen oder Staaten stattfinden kann, sondern sich im Alltag realisieren muss, ist man sich ebenso einig wie in der Überzeugung, nicht am so häufig beschworenen Ende der Geschichte angekommen zu sein. Unter der PGA und dem zapatistischen Slogan »Fragend gehen wir voran« fanden besonders Gruppen aus dem Süden zusammen. Auch wenn es andere Vernetzungen wie das DAN (Direct Action Network) gibt, das 1999 Anlaufpunkt für alle Aktivisten des radikalen Widerstands in Seattle war, gilt die PGA im radikalen Widerstand noch heute als die entscheidende Vernetzung für Bewegungen aus dem Süden (Habermann, Friederike, S. 148 und PGA Attendees (2004)). In der Weltkonferenz in Cochabamba waren beispielsweise 110 Organisationen aus 44 Ländern vertreten, und nur ein Bruchteil davon kam aus Industrieländern.